# Іван Фішер
Іван Фішер (угор. Fischer Iván 20 січня 1951, Будапешт) — угорський диригент .

## Біографія
Народився в Будапешті в єврейській родині; його брат Адам також став диригентом. Вивчав диригування у Віденській консерваторії у Ханса Сваровські, автентичне виконавство під керівництвом Ніколауса Арнонкура (був його асистентом в зальцбургському «Моцартеумі» ).
З 1976 року працював у Великій Британії запрошеним диригентом у Лондонському симфонічному оркестрі і Симфонічному оркестрі Бі-Бі-Сі. У 1979-1982 роках разом з Тамашом Вашарі керував британським камерним оркестром «Північна симфонія» .
У 1983 році повернувся в Будапешт, де разом з Золтаном Кочишем створив Будапештський фестивальний оркестр, яким керує понині (до 1997 року - спільно з Кочишем).
Як запрошений диригент Фішер неодноразово виступав з різними оркестрами в США (у цьому статусі дебютував у 1983 році з філармонічним оркестром Лос-Анджелеса). У 2008-2010 рр. - головний диригент Національного симфонічного оркестру (Вашингтон). З 2012 р. Фішер - музичний керівник і головний диригент Оркестру Концертхаус в Берліні.
Також виступав як оперний диригент і постановник. В 1984-1989 - музичний керівник Кентської опери (Велика Британія), в 2000-2003 музичний керівник Ліонській опери. У 2006 дебютував на Глайндборнского міжнародному оперному фестивалі (диригував постановкою «Так чинять усі» В. А. Моцарта).
Серед кращих записів Івана Фішера - «Чудесний мандарин» (музика балету) і Концерт для оркестру Бели Бартока, симфонія «Фауст» Ференца Ліста, симфонії Густава Малера (всі - з Будапештським фестивальним оркестром).